# Санто-Стефано-аль-Монте-Челио (титулярная церковь)
Титулярная церковь Санто-Стефано-аль-Монте-Челио (лат. Titulus Sancti Stephani in Coelio Monte) — титулярная церковь, которая упоминается на римском синоде от 1 марта 499 года и на всех последующих. Во время понтификата Папы Григория I она приняла титул Сан-Маттео-ин-Мерулана, но после его смерти всё вернулось на круги своя. Этот титул был также известен под другими названиями: Санто-Стефано-ин-Джиримонте, Санто-Стефано-Ротондо (из-за формы церкви), Санто-Стефано-ин-Кверкетулано (из-за близости к дубовой роще), Санто-Стефано-ин-Капите-Африка (из-за его близость к древней улице под названием Caput Africae). Согласно каталогу Пьетро Маллио, составленному во время понтификата Александра III, титулярная церковь была связана с базиликой Санта-Мария-Маджоре, а её священники по очереди совершали в ней Мессу. Титул принадлежит церкви Санто-Стефано-аль-Монте-Челио, расположенной в районе Рима Монти, на виа Санто-Стефано-Ротондо.

## Список кардиналов-священников титулярной церкви Санто-Стефано-аль-Монте-Челио
- Марцелл — (494 — ?)
- Марк — (упоминается в 980)[1];
- Бенедикт — (993 — до 1010);
- Бенедикт — (около 1010 — до 1012);
- Кресенций — (1012 — ?);
- Уго (или Угоне) — (1062 — ?);
- Сассо деи конти ди Сеньи — (около 1117 — 1136);
- Мартино Чибо (или Гуазино, или Суазинус), O.Cist. — (1132 — 1143, до смерти);
- Раньеро — (17 декабря 1143 — 1144?, до смерти);
- Виллано Гаэтани — (декабрь 1144 — 29 мая 1146, в отставке);
- Джерардо Мариони — (или Бернардо, или Герардо) (1150 — до 1159, до смерти);
- Жерар д’Отен — (около 1170 — 1176, до смерти);
  - Геро — (1172 — псевдокардинал антипапы Каликста III);
- Вибиано Таммази — (19 сентября 1175 — 1185?, до смерти);
- Джованни Салерно, O.S.B.Cas. — (сентябрь 1190 — 1208, до смерти);
- Роберт Керзон (или де Корзон, или Курсонус) — (18 февраля 1212 — 6 февраля 1219, до смерти);
- Пьер Арно де Пуянн, O.S.B. — (15 декабря 1305 — 4 сентября 1306, до смерти);
- Мишель дю Бек-Креспен — (23 декабря 1312 — 30 августа 1318, до смерти);
- Пьер Ле Тесье, C.R.S.A. — (20 декабря 1320 — апрель 1325, до смерти);
- Пьер де Мортемар — (18 декабря 1327 — 14 апреля 1335, до смерти);
- Раймон де Монфор, O. de M. — (1338 — 19 января 1339, до смерти);
- Гийом д’Ар, O.S.B. — (январь 1339 — 3 декабря 1353, до смерти);
- Эли де Сент-Ирье, O.S.B. — (23 декабря 1356 — 1363, назначен кардиналом-епископом Остии и Веллетри);
- Гийом д’Эгрефой младший, O.S.B.Clun. — (12 мая 1367 — 13 января 1401, до смерти);
- Гульельмо ди Капуя — (1384 — 23 июля 1389, до смерти);
- Анджело Чино (или Гини Мальпиги) — (19 сентября 1408 — 21 июня 1412, до смерти);
  - Пьер Рават, C.R.S.A. — (22 сентября 1408 — 1417, до смерти — псевдокардинал антипапы Бенедикта XIII);
  - Пьер де Фуа младший, O.F.M. — (1414 или 1415 или 1417 — 14 марта 1431, назначен кардиналом-епископом Альбано — псевдокардинал антипапы Иоанна XXIII);
- Жан Каррье — (22 мая 1423 — 1437, до смерти — псевдокардинал антипапы Бенедикта XIII);
  - вакантно (1431 — 1440);
- Рено де Шартр — (8 января 1440 — 4 апреля 1444, до смерти);
  - Жан д’Aрси — (1444 — 1449 — псевдокардинал антипапы Феликса V);
- Жан Ролен — (3 января 1449 — 22 июня 1483, до смерти);
- Джованни Джакомо Скьяффинати — (15 ноября 1483 — 17 ноября 1484, in commendam 17 ноября 1484 — 9 декабря 1497, до смерти);
  - вакантно (1497 — 1503);
- Хайме де Касанова — (12 июня 1503 — 4 июня 1504, до смерти);
- Антонио Джентиле Паллавичини — (in commendam 1504 — 1505);
- Антонио Тривульцио старший, C.R.SAnt. — (1 декабря 1505 — 4 января 1507, до смерти);
- Мельхиор фон Мекау — (5 января 1507 — 3 марта 1509, до смерти);
- Франсуа-Гийом де Кастельно де Клермон-Людев — (2 мая 1509 — 18 декабря 1523, назначен кардиналом-епископом Фраскати);
- Бернхард фон Клез — (16 мая 1530 — 30 июля 1539, до смерти);
- Дэвид Битон — (9 сентября 1539 — 29 мая 1546, до смерти);
- Джованни Джироламо Мороне — (25 февраля 1549 — 11 декабря 1553, назначен кардиналом-священником Сан-Лоренцо-ин-Лучина);
- Джованни Анджело Медичи — (11 декабря 1553 — 20 сентября 1557, назначен кардиналом-священником Санта-Приска);
- Фульвио Джулио делла Корнья, O.S.Io.Hieros — (20 сентября 1557 — 18 мая 1562, назначен кардиналом-священником pro hac vice Сант-Агата-алла-Субурра);
- Джироламо ди Корреджо — (5 мая 1562 — 14 мая 1568, назначен кардиналом-священником Сан-Мартино-ай-Монти);
- Диего Эспиноса Аревало — (20 августа 1568 — 5 сентября 1572, до смерти);
- Дзаккария Дельфино — (15 апреля 1578 — 17 августа 1579, назначен кардиналом-священником Сант-Анастазия);
- Маттьё Контрельь — (9 января 1584 — 29 ноября 1585, до смерти);
- Федерико Корнаро старший — (15 января 1586 — 4 октября 1590, до смерти);
- Антонио Мария Саули — (14 января 1591 — 19 февраля 1603, назначен кардиналом-священником Санта-Мария-ин-Трастевере);
- Джакомо Саннезио — (25 июня 1604 — 19 февраля 1621, до смерти);
- Лучо Сансеверино — (30 августа 1621 — 25 декабря 1623, до смерти);
- Бернардино Спада — (9 августа 1627 — 22 мая 1642, назначен кардиналом-священником Сан-Пьетро-ин-Винколи);
- Хуан де Луго-и-де Кирога, S.J. — (2 мая 1644 — 17 октября 1644, назначен кардиналом-священником Санта-Бальбина);
- Джованни Джакомо Панчироли — (28 ноября 1644 — 3 сентября 1651, до смерти);
- Марчелло Сантакроче — (12 марта 1652 — 19 декабря 1674, до смерти);
- Бернардино Роччи — (15 июля 1675 — 2 ноября 1680, до смерти);
- Раймондо Капицукки, O.P. — (22 сентября 1681 — 3 марта 1687, назначен кардиналом-священником Санта-Мария-дельи-Анджели);
- Франческо Буонвизи — (14 ноября 1689 — 25 августа 1700, до смерти);
  - вакантно (1700 — 1712);
- Джованни Баттиста Толомеи, S.J. — (11 июля 1712 — 19 января 1726, до смерти);
- Джованни Баттиста Салерни, S.J. — (20 февраля 1726 — 30 января 1729, до смерти);
- Камилло Чибо — (28 марта 1729 — 8 января 1731, назначен кардиналом-священником Санта-Мария-дель-Пополо);
- Антонио Саверио Джентили — (19 ноября 1731 — 10 апреля 1747, назначен кардиналом-епископом Палестрины);
- Филиппо Мария де Монти — (10 апреля 1747 — 17 января 1754, до смерти);
- Фабрицио Сербеллони — (22 июля 1754 — 21 марта 1763, назначен кардиналом-священником Санта-Мария-ин-Трастевере);
- Пьетро Паоло Конти — (21 марта 1763 — 14 декабря 1770, до смерти);
- Людовико Калини — (4 марта 1771 — 9 декабря 1782, до смерти);
  - вакантно (1782 — 1786);
- Никола Колонна ди Стильяно — (24 июля 1786 — 30 марта 1796, до смерти);
  - вакантно (1796 — 1805);
- Этьен-Юбер де Камбасерес — (1 февраля 1805 — 25 октября 1818, до смерти);
  - вакантно (1818 — 1834);
- Франческо Тибери Контильяно — (1 августа 1834 — 28 октября 1839, до смерти);
  - вакантно (1839 — 1845);
- Фабио Мария Асквини — (24 апреля 1845 — 21 сентября 1877, назначен кардиналом-священником Сан-Лоренцо-ин-Лучина);
- Мануэль Гарсия-и-Хиль, O.P. — (21 сентября 1877 — 28 апреля 1881, до смерти);
- Пауль Лудольф Мельхерс — (30 июля 1885 — 14 декабря 1895, до смерти);
- Сильвестр Сембратович — (25 июня 1896 — 4 августа 1898, до смерти);
- Якоб Миссия — (14 декабря 1899 — 23 марта 1902, до смерти);
- Лев Скрбенский из Гржиште — (9 июня 1902 — 24 декабря 1938, до смерти);
  - вакантно (1938 — 1946);
- Йожеф Миндсенти — (22 февраля 1946 — 6 мая 1975, до смерти);
  - вакантно (1975 — 1985);
- Фридрих Веттер — (25 мая 1985 — по настоящее время).